# Aleiodes convexus
Aleiodes convexus är en stekelart som beskrevs av Van Achterberg 1991. Aleiodes convexus ingår i släktet Aleiodes och familjen bracksteklar. Inga underarter finns listade i Catalogue of Life.